# Баррантес, Микаэль
Микаэ́ль Барра́нтес Ро́хас (исп. Michael Barrantes Rojas; род. 4 октября 1983, Эредия, Коста-Рика) — коста-риканский футболист, полузащитник и капитан клуба «Депортиво Саприсса». Выступал в сборной Коста-Рики.

## Карьера

### Клубная
Во взрослом футболе дебютировал в 2003 году выступлениями за клуб «Рамоненсе», в котором провёл один сезон. Своей игрой за эту команду привлёк внимание представителей тренерского штаба клуба «Белен», к составу которого присоединился в 2004 году. Сыграл за этот клуб следующий сезон своей футбольной карьеры.
В 2005 году заключил контракт с клубом «Пунтаренас», в составе которого провёл следующие два года своей карьеры. Играя в составе «Пунтаренас», выходил на поле в основном составе команды. С 2007 года три сезона защищал цвета клуба «Саприсса». Тренерским штабом нового клуба также рассматривался как игрок «основы».
За норвежский «Олесунн» выступал с 2010 по 2015 год. В июне 2015 года перешёл в «Шанхай Шэньсинь».

### В сборной
В 2007 году дебютировал в официальных матчах в составе национальной сборной Коста-Рики. За главную команду страны провёл 51 матч, забив 4 гола.
В составе сборной был участником розыгрыша Кубка Америки 2011 года в Аргентине и розыгрыша Золотого кубка КОНКАКАФ 2011 в США.
31 мая 2014 года был включён в заявку сборной для участия на чемпионате мира в Бразилии.